# Comment

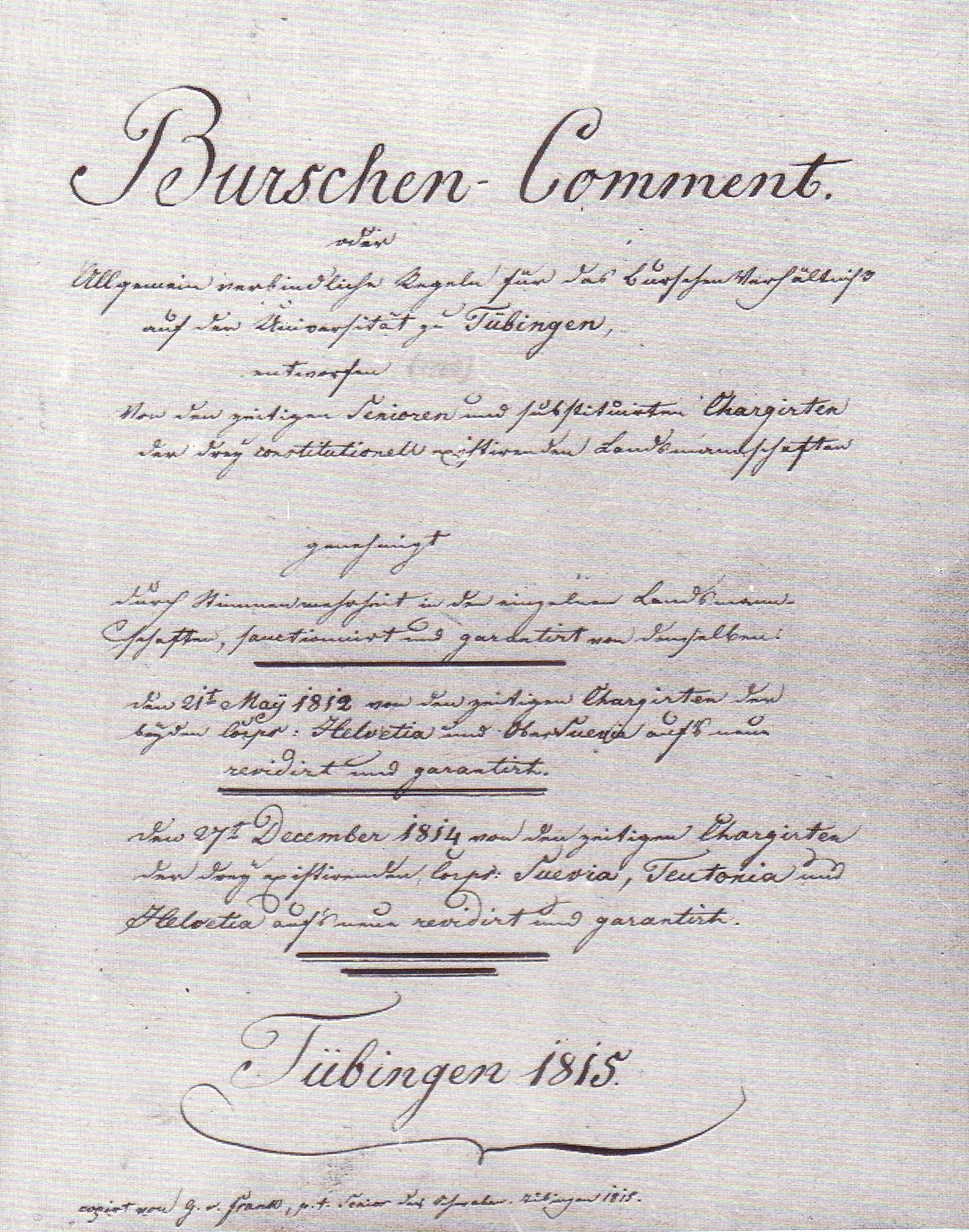
Tübinger „Burschen-Comment“ (1815)

Ein Comment ([kɔ.mɑ̃], von französisch comment „wie“; auch [der] Komment) umfasst geschriebene und ungeschriebene Regeln für das studentische Zusammenleben.

## Ursprünge
Die älteste bekannte Erwähnung speziell studentischer Sitten stammt vom Rektor der Universität Orléans, der im Jahre 1368 den modus, quem [studiosi] vocant consuetudinem vel costumam („die Art und Weise, die sie [die Studenten] den Brauch oder die Sitte nennen“) erwähnt. Im 17. Jahrhundert schreibt Blasius Multibibus in seinem ius potandi („Zechrecht“) von ceremoniis academicis („studentischen Zeremonien“).
Die Regeln waren bereits im 18. Jahrhundert sehr kompliziert, Verstöße konnten ernsthafte Folgen haben, denn die Studenten waren oftmals bewaffnet und scheuten sich nicht, im spontanen Duell von der Waffe Gebrauch zu machen, wenn sich jemand ihnen gegenüber nicht so benahm, wie sie es für richtig hielten.
Neulinge an der Universität waren mit dem Comment naturgemäß noch nicht vertraut, was in diesen Zeiten ein Grund war, sie geringzuschätzen. Älteren Studenten innerhalb der Studentenverbindungen, den Burschen, wurde die Aufgabe übertragen, die Neulinge so lange zu beschützen, bis sie allein Verantwortung für ihr Verhalten übernehmen konnten. Neulinge in Studentenverbindungen werden bis heute Füchse genannt, wenngleich im öffentlichen Leben keine Anleitung zu bestimmten Sitten notwendig ist.
Die älteste bekannte schriftliche Abfassung eines Comments war die Dissertatio de norma actionum studiosorum seu von dem Burschen-Comment edita ab renommista rerum bursicosarum experientissimo eodemque intrepido horribilique Martiali Schluck Raufenfelsensi aus Erlangen, erschienen 1780. Das unter Pseudonym veröffentlichte Werk wird heute einem gewissen Christian Friedrich Gleiß zugeschrieben, der 1772 in Erlangen in den Rechtswissenschaften immatrikuliert worden war. Diese Abhandlung war jedoch mehr in Form einer Beschreibung der studentischen Sitten und Gebräuche gehalten, geschrieben im Stil einer damaligen Dissertation und noch nicht als eine Art von Gesetzbuch mit normativem Charakter.
Im Buch des 1810 immatrikulierten Göttinger Corpsstudenten Daniel Ludwig Wallis aus dem Jahre 1813 über das Leben an der Göttinger Universität findet man folgende Erläuterungen über den „Comment“:

„‚Wir alle sind Brüder und einander gleich!‘ Dies ist der Wahlspruch der Studenten, das Motto der academischen Freyheit. Wenn man gleich in neueren Zeiten aus mehreren Gründen die alte Freyheit einschränken zu müssen glaubte, so sind doch noch die übrigen Reste bedeutend genug, um eine Republik im kleinen zu bilden und zuzulassen. Republiken, wie sie in der Geschichte der Völker bekannt sind, konnten nie so sehr dem Ideale gleich kommen, wie dies bey der freien, unabhängigen Burschenwelt Statt findet. – Der Comment ist das Grundgesetz, welches die Verhältnisse der Studenten gegen einander bestimmt. Wer den Comment recht innehat, weiß, was er als Student thun und lassen muss; wer dawider handelt, wird zurecht gewiesen, und, bessert er sich nicht, verachtet. Daß derselbe noch manche überspannte Begriffe von Ehre usw. hat, muß man mit dem militairischen Zeitgeiste einigermaßen entschuldigen. Der Zukunft ist die fernere Aufklärung aufbehalten! Alle Mittel, mit Gewalt ihr vorzuarbeiten, verfehlten den gehofften Zweck.“

## SC-Comment
In der Zeit zwischen der Französischen Revolution und den Befreiungskriegen wurde in Deutschland die Forderung nach „geschriebenen Gesetzen“ zur Eindämmung der Fürstenwillkür immer lauter. Die Studenten wollten mit gutem Beispiel vorangehen und an ihrer Universität anfangen. Die sich zu der Zeit formierenden Corps schlossen sich an ihren jeweiligen Universitäten zu Senioren-Conventen (SC) zusammen, um studentische Belange zu beraten und um einen schriftlichen SC-Comment zu verabschieden, der für alle Studenten der Universität als verbindlich angesehen wurde. Einen großen Raum nahm in den SC-Comments die Regelung des Fecht- und Duellwesens ein.
Als in der Folgezeit andere Formen von Studentenverbindungen entstanden, die den jeweiligen SC nicht anerkannten (zuerst die Burschenschaften ab 1815), entstanden nach und nach viele unterschiedliche Comments.

## Bier-Comment

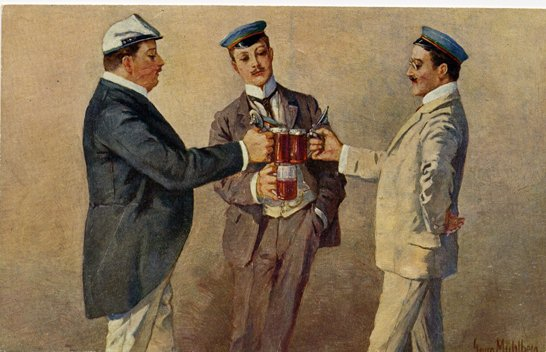
Georg Mühlberg: Bierduell

Als Parodie des SC-Comments – speziell der Regelungen zum Duellwesen – entstand bereits in der ersten Hälfte des 19. Jahrhunderts aus jugendlichem Übermut der Bier-Comment, der die im SC-Comment vorgeschriebenen Verfahren am Biertisch parodierte. So kam zum Beispiel das „Bier-Duell“ (auch „Bier-Skandal“ genannt) auf, das statt mit Mensurschlägern mit dem Trinken von Bier ausgetragen wurde. Diese Sitte existiert heute noch als Bierjunge.
Der Bier-Comment – entstanden als Witz – wurde spätestens in der Kaiserzeit sehr ernst genommen und stark formalisiert. Auch im 20. und 21. Jahrhundert ist der Bier-Comment unter den Studentenverbindungen weit verbreitet. Sowohl schlagende Verbindungen, die zuallererst natürlich den Regeln ihres Fecht-Comments folgen, als auch nichtschlagende Verbindungen bedienen sich aus dem reichhaltigen Angebot unterschiedlicher Trinkrituale.

## Heutige Bedeutung
Comment ist heute ein Ausdruck für alle Arten von Regelwerken, die von Studentenverbindungen aus verschiedensten Anlässen mit unterschiedlichem Wirkungsbereich verabschiedet werden. Bekannte Begriffe sind immer noch der SC-Comment und der Pauk- oder Fechtcomment, der alle Fragen der Mensur regelt. Der Kneipcomment einer Verbindung regelt die Formalitäten rund um die Kneipe (ähnlich Kommersordnung). Der Strafcomment fasst Maßnahmen zusammen, die der Convent zur Reglementierung der Mitglieder durchführen kann.